# Айрат Ішмуратов
Айрат Рафаїлович Ішмуратов (Айрат Рафаил улы Ишмуратов, народився 28 червня 1973 р.) — російсько-канадський композитор, диригент і кларнетист татарського походження.
Народився і виріс у Казані. Навчався на кларнеті в Казанській музичній школі N3, Казанському музичному коледжі та Казанській консерваторії, яку закінчив у 1996 році. У 1993 році отримав посаду помічника кларнетиста Татарстанського театру опери та балету та Казанського державного симфонічного оркестру.
У 1998 році імігрував до Монреаля, Квебек, Канада, де здобув ступінь магістра в Університеті Монреаля. Заснував тріо Мучінських з яким здобув 1-у премію та Гран-прі на Національному музичному фестивалі (Канада, 2002 р.) та 1-ю премію на 8-му Міжнародному конкурсі камерної музики у Кракові (Польща, 2004).
Отримав статус «композитора в резиденції» Симфонічного оркестру в Лонгьої, посаду кларнетиста в ансамблі Kleztory, запрошеного професора в Університеті Лаваля в Квебеку, Канада. 21 жовтня 2020 року Айрат Ішмуратов отримав нагороду Шарля Біддля, що підкреслює внесок іммігрантів у культуру Квебека.
Автор низки симфонічних творів, концертів для окремих інструментів із симфонічним оркестром, камерно-інструментальних творів, поеми на слова Пушкіна для сопрано з камерним оркестром.